# María Luisa Tejedor
María Luisa Tejedor va ser una anarquista espanyola militant del grup d'acció directa Los Solidarios.

## Biografia
Modista professional, milità en l'anarquisme i des dels anys 1920 va freqüentar el grup Los Solidarios. María Luisa no era l'única dona militant del grup, que també incloïa Ramona Berni i Toldrà, Maria Rius i Pepita Not. Al desembre de 1926 fou detinguda a Bilbao després de la repressió de Doval a Gijón. Fou enviada a Madrid, on fou acusada d'haver organitzar el complot del Pont de Vallecas contra el rei amb els anarquistes Mariano Peláez López, Saturnino Aransáez Aransáez, Aurelio Fernández Sánchez i Manuel Truchero. Va rebre la llibertat condicional el 1928 i continuà la col·laboració amb el grup Nosotros però cinc anys més tard va ser condemnat a tres anys de presó. És coneguda per ser la companya del dirigent de la CNT Aurelio Fernández Sánchez.